# Kvarteret Svalan

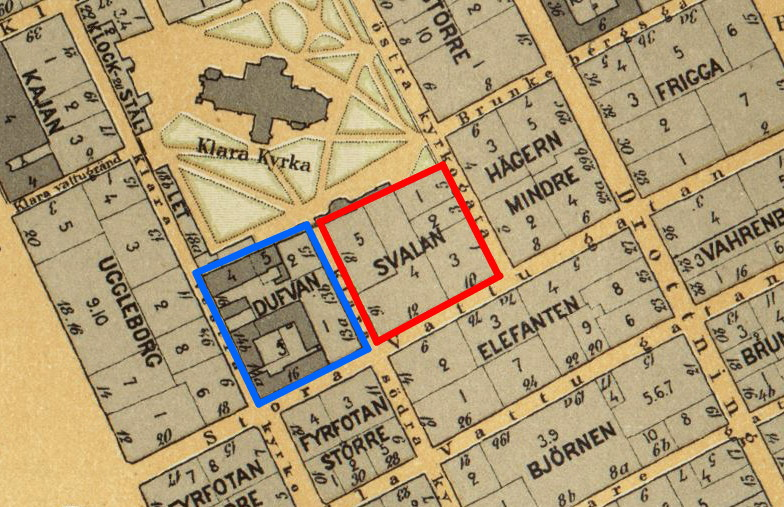
Kvarteret Svalan (rött) och Duvan (blått) 1899.

Kvarteret Svalan ligger på Norrmalm i Stockholm. Kvarteret begränsas i öster av Klara östra kyrkogata, i söder av Vattugatan och i väster av Klara södra kyrkogata. I norr gränser kvarteret till Klara kyrkas kyrkogård. I kvarteret hade Aftonbladet och Stockholms-Tidningen sitt tryckeri och sina redaktioner. Nuvarande kontorskomplexet uppfördes i början av 1990-talet för försäkringsbolaget AMF.

## Kvarteret
Quarteret Swalan omnämns redan på Petrus Tillaeus karta från 1733. I grannskapet låg ”fågelkvarteren” Dufwan, Kajan och Hägern d. mindre; av dem existerar idag kvarteret Duvan samt Hägern större och mindre. Ursprungligen bestod kvarteret av fem fastigheter (1, 2, 3, 4 och 5). På 1970-talet hade Svalan tre fastigheter (3, 5 och 7), idag upptas hela kvarteret av en enda fastighet: Svalan 9.

## Kvarterets äldre bebyggelse

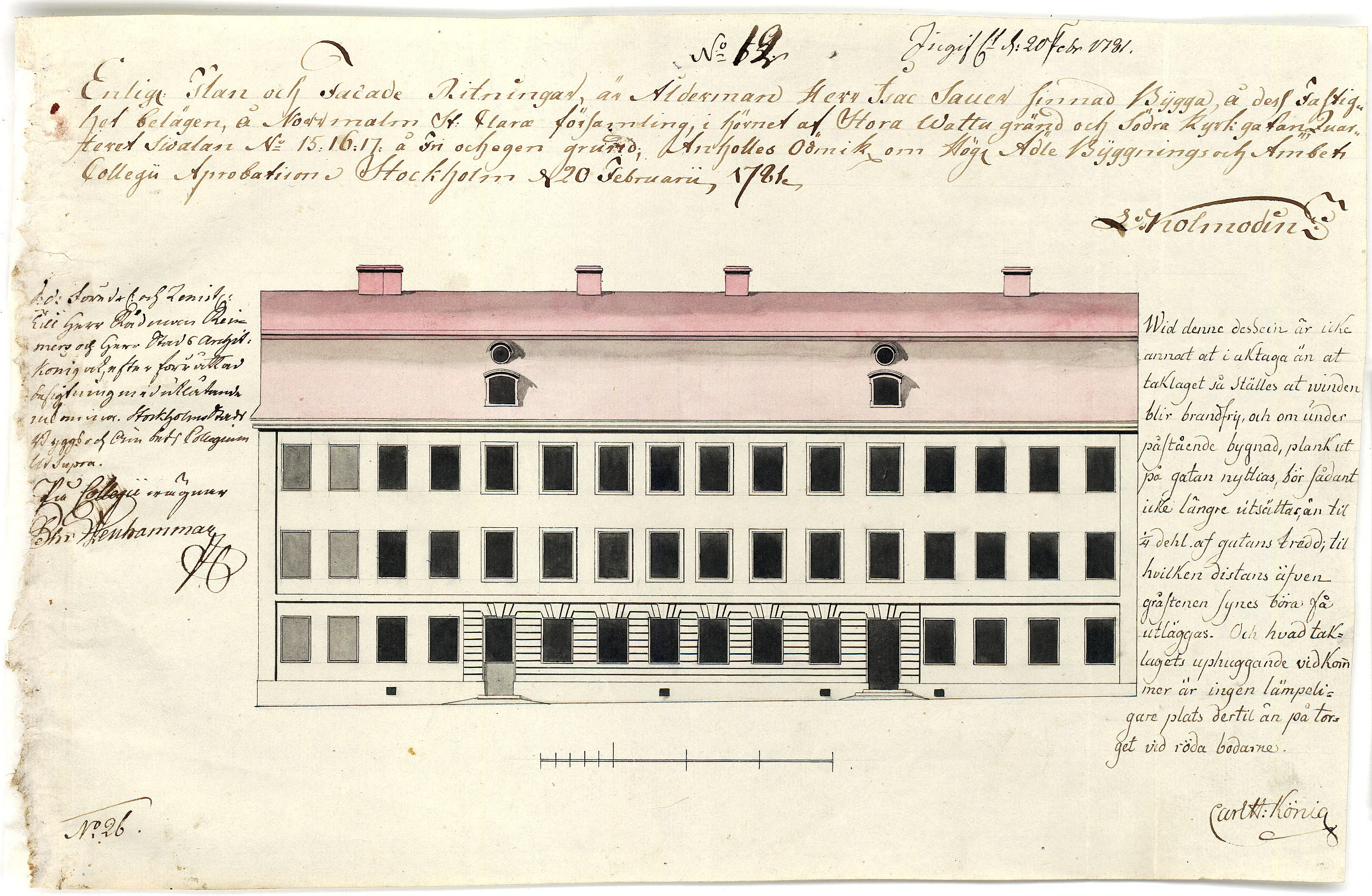
Isac Sauers hus i kvarteret Svalan 1781. Murmästaren Lorentz Kolmodin ritning.

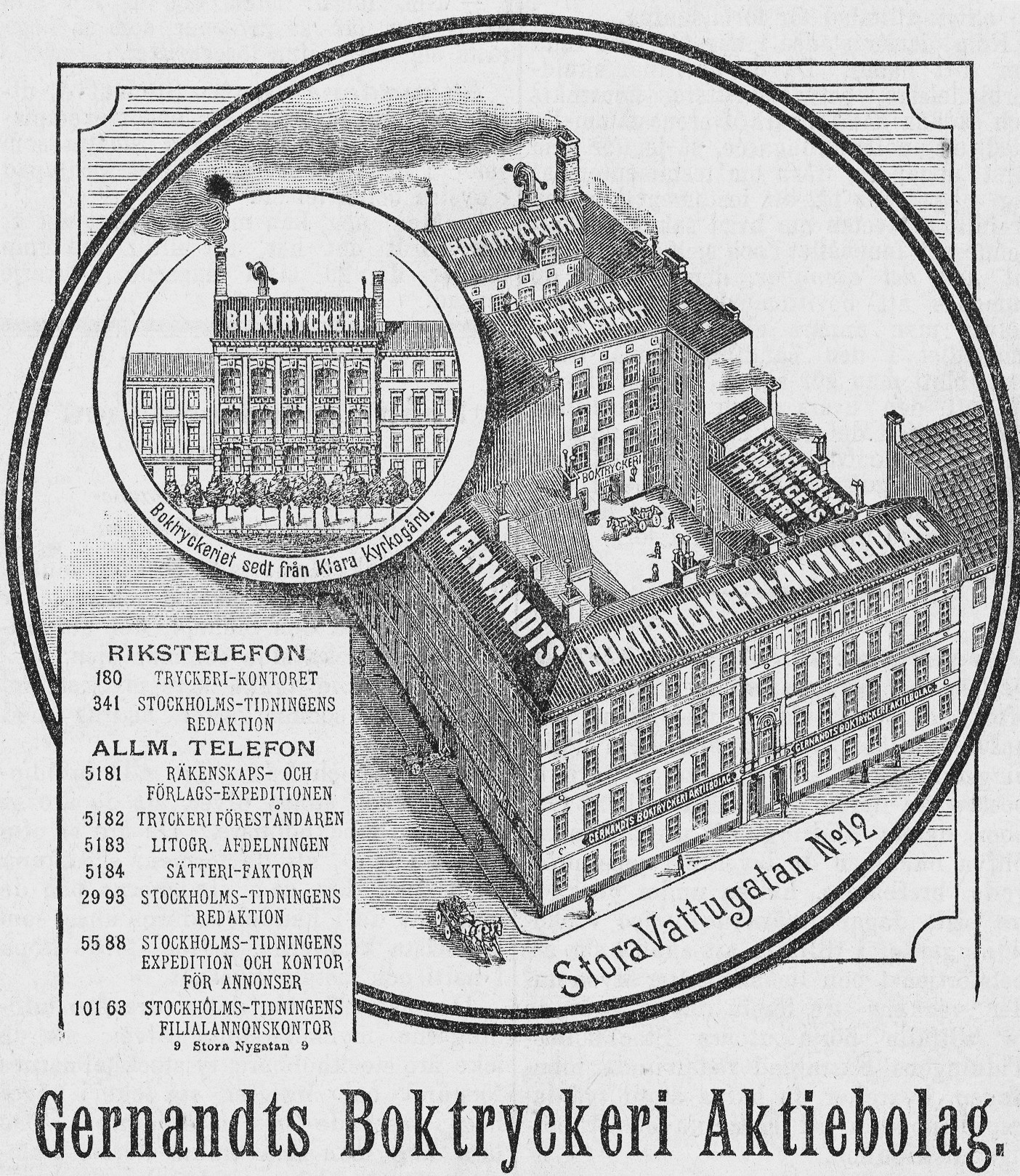
Gernandts Boktryckeri.

Kvarterets bebyggelse (som numera är riven) tillkom mellan tidigt 1700-tal och sent 1800-tal men har sedermera genomgått ett stort antal ombyggnader. Hörnhuset Vattugatan / Klara östra kyrkogata byggdes på 1700-talets mitt och hörnhuset Klara södra kyrkogata mot Klara kyrka kyrkogård tillkom 1859.
Östra delen av huset mot Vattugatan byggdes 1703. Kvarterets största fastighet mot Vattugatan / Klara södra kyrkogata uppfördes 1781 för åldermannen Isac Sauer (1718-1786). Han var guld- och silversmed i Stockholm, verksam mellan 1750 och 1777. Han var en förmögen man och lät uppföra ett större bostadshus som tillbyggnad till huset från 1703.
Sauers nya hus ritades och byggdes av arkitekt och murmästaren Lorentz Kolmodin (1743–1826). Kolmodin var en ofta anlitad murmästare i Stockholm och uppförde 30 nybyggnader mellan åren 1776 och 1808 i staden. Han var bland annat arkitekten bakom ombyggnaden av Jakob Sauers hus på Västerlånggatan 29. Jacob Sauer (död 1732) var tenngjutare och Isac Sauers far.
Fastigheten mot Klara kyrkas kyrkogård ritades 1883 av arkitekt Johan Fredrik Åbom för bokförläggaren Christian Gernandt som här drev Gernandts förlag och tryckeri. I kvarteret låg samtidigt Stockholms-Tidningen. 1932 flyttade även Aftonbladet in och lämnade sina lokaler i närbelägna kvarteret Fyrfotan mindre, hörnhuset Vattugatan / Klara västra kyrkogata 7. De båda tidningarna ägdes vid denna tid av Torsten Kreuger.
Stockholms-Tidningen stod som beställare för byggnaden mot Klara östra kyrkogata, uppförd 1940–1942 efter ritningar av arkitekt Albin Stark. Redaktionsbyggnaden mot Vattugatan fick 1949–1952 en avskalad fasad i funktionalistisk stil genom arkitekt Ivar Tengbom. Även interiören omgestaltades av Tengbom i funktionalistisk anda med bland annat en luftig entréhall med golv, trappa och väggar klädda av grönflammig marmor, trappräcken av rostfritt stål och en hiss som placerades mitt i trappspindeln.

Historiska bilder
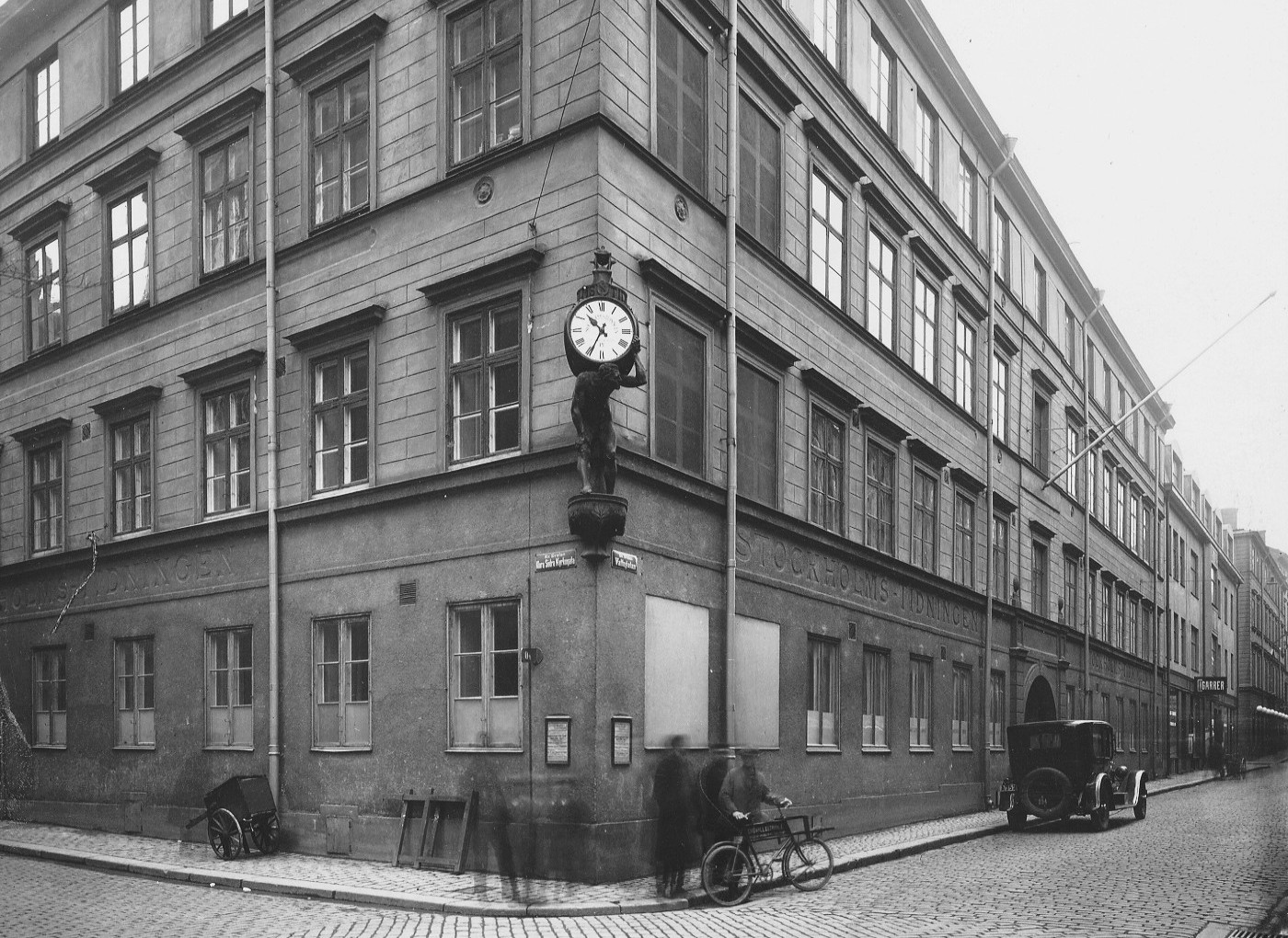
Stockholmstidningens hus på 1920-talet.
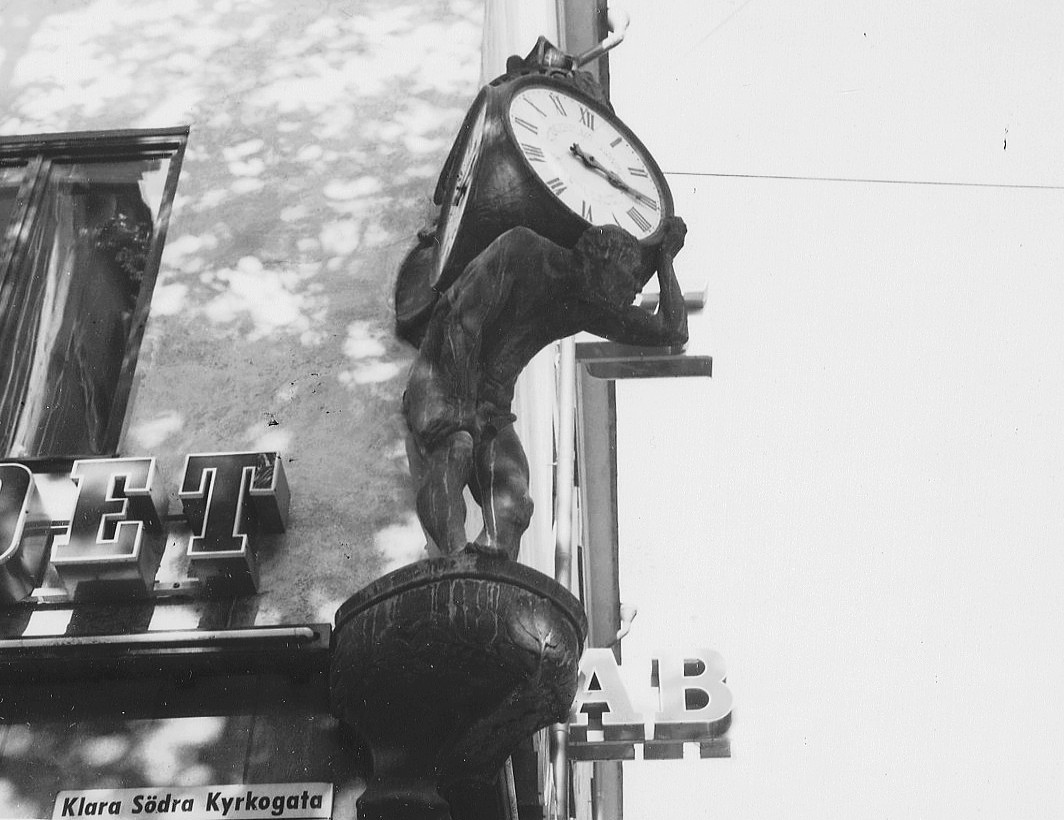
Stockholms-Tidningens klocka 1964
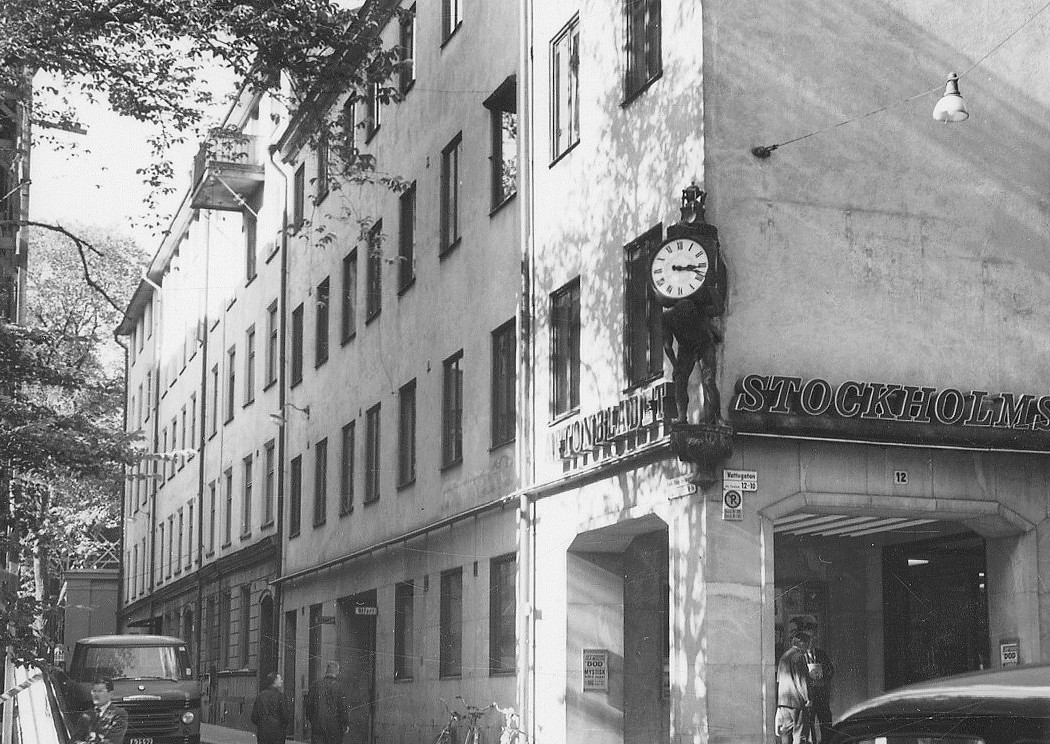
Stockholms-Tidningens och Aftonbladets hus, 1964.
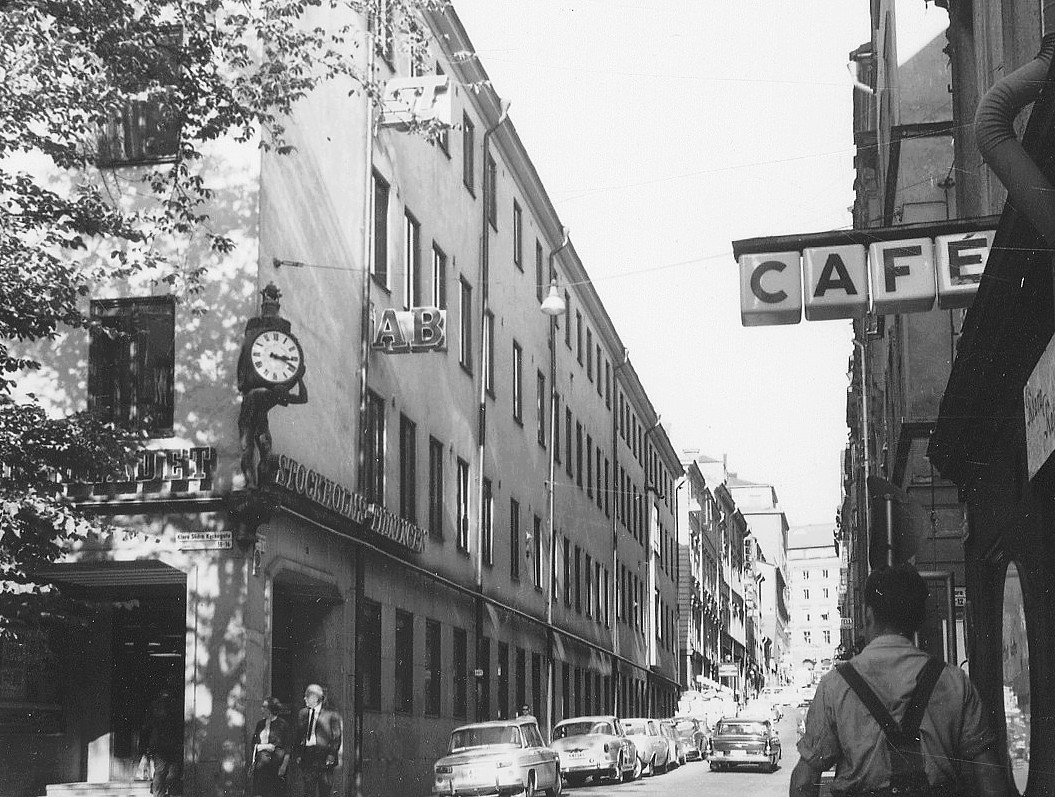
Stockholms-Tidningens och Aftonbladets hus, 1964.
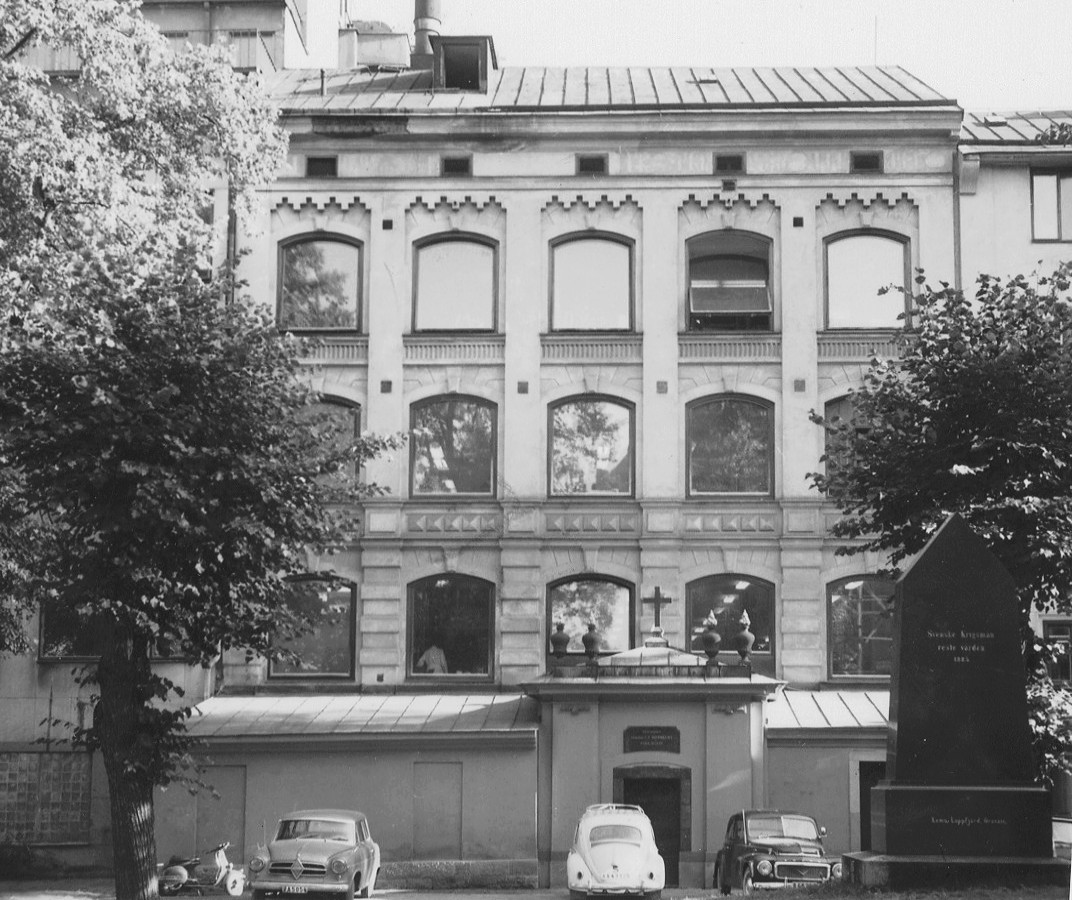
Fasaden mot kyrkogården 1964.

## Fastigheten Svalan 9

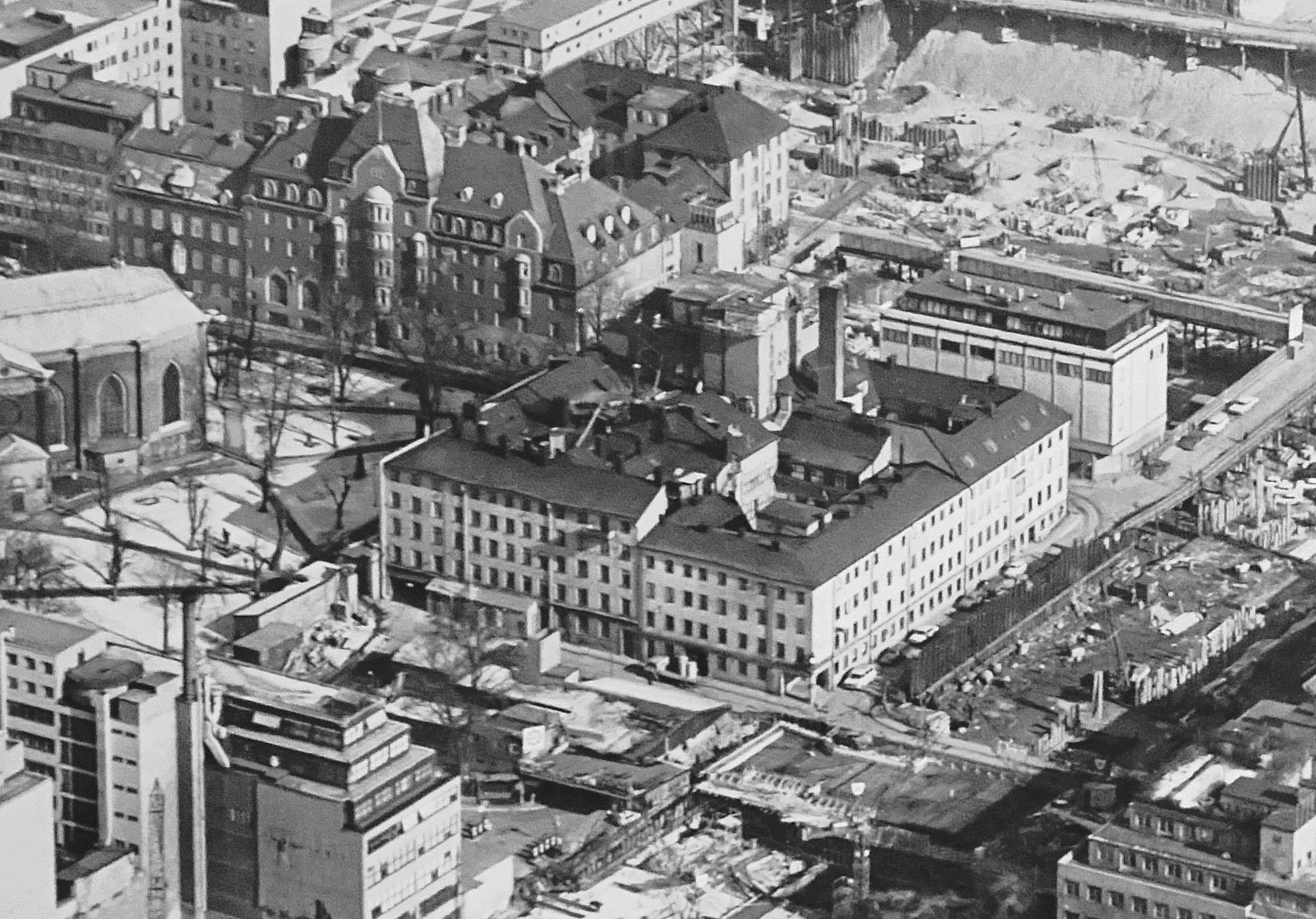
Kvarteret Svalan (mitt i bild), 1968.

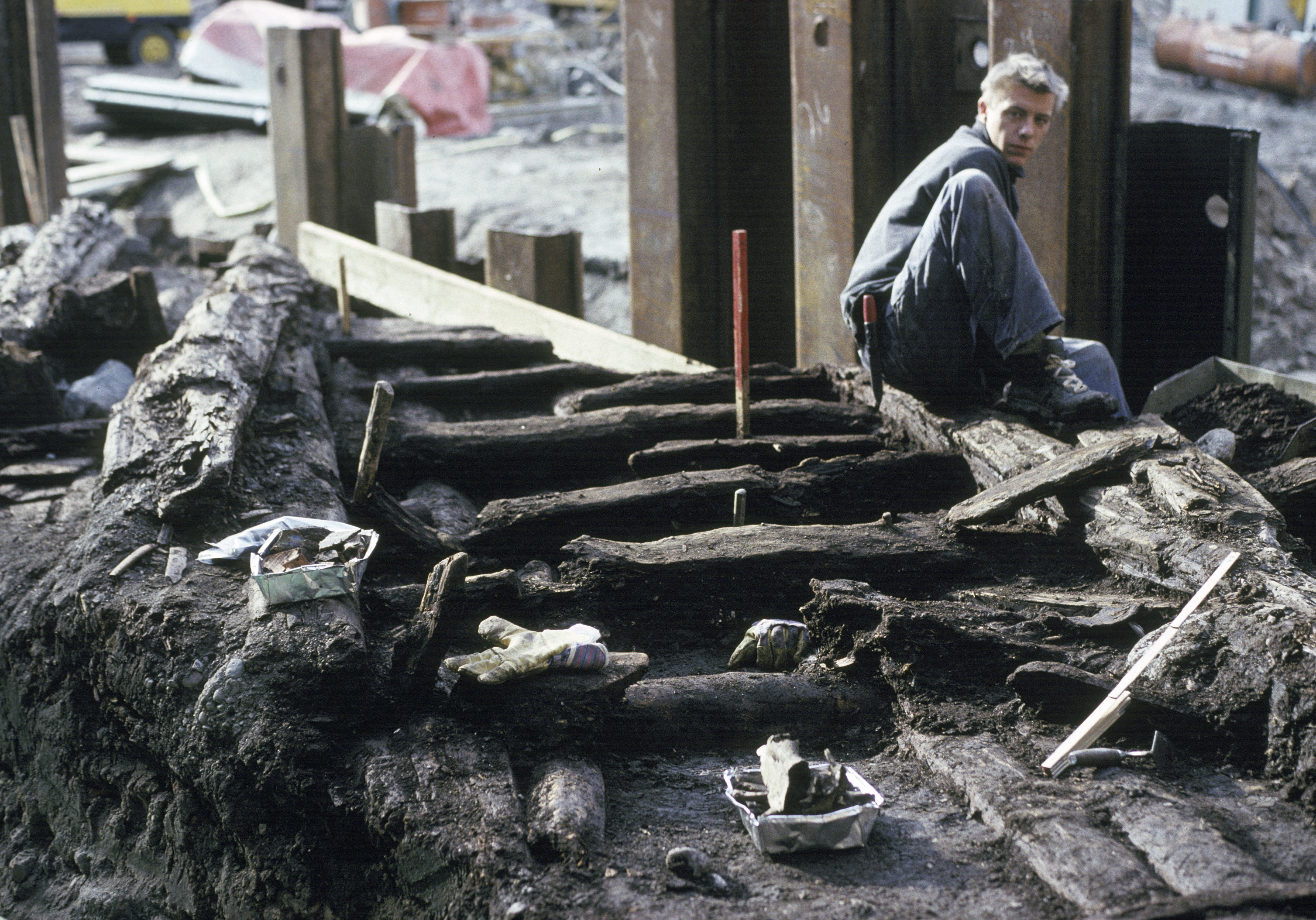
Kvarteret Svalan, utgrävningar, 1991.

Kvarteret Svalan med sin tidningsverksamhet var en del av Stockholms gamla tidningskvarter som försvann på 1960-talet i samband med Norrmalmsregleringen. Svalans byggnader berördes dock inte av 1960-talets rivningar i Klarakvarteren, och Aftonbladets redaktion låg kvar i kvarteret till 1989 då man flyttade till Globenområdet. På ett flygfotografi från 1968 över Klarakvarteren syns kvarteret Svalan som en ö mitt bland avrivna tomter.
År 1990 började rivningen av hela kvarterets bebyggelse och 1991 gapade en stor bygg-grop. Vid den arkeologiska undersökningen av grunden påträffades rester av väggar och golv i en svinstia från senare delen av 1500-talet. En ny fastighet bildades, Svalan 9, som upptog hela kvarteret. Byggherre var AMF Pensionsförsäkring AB genom AMF fastigheter som förvärvade tomten för 700 miljoner kronor från Aftonbladet. AMF anlitade Tengbom arkitekter att rita huset och Skanska att bygga det. 
Det monumentala kontorskomplexet med fasader i polerad blågrön sten och rostfritt stål uppfördes under finanskrisen / fastighetskrisen och invigdes i oktober 1994. Skapelsen fick omedelbart svidande kritik av Svenska Dagbladets arkitekturskribent Ola Andersson. Under rubriken Hur många miljoner som helst men skönhet behöver inte kosta menade han bland annat: ”Vill du se någonting riktigt deprimerande kan du bege dig till Stockholms dyraste hus. Det finns strax bakom Klara kyrka, i kvarteret Svalan, mest känt som platsen för Aftonbladets gamla hus [...] Idag är huset ett monument över fastighetskrisen och ett mausoleum över det ystra åttiotalet.” Arkitekten försvarade sig med att besparingar från beställarsidan hade förvanskat husets arkitektur: ”Det som hade gett musik ströps, och blev lite själlöst.”
Kontorsfastigheten Svalan 9 har åtta våningsplan ovan mark och två källarplan. I byggnadens mitt finns en större ljusgård. Den uthyrningsbara kontorsytan omfattar 22 500 m² därav disponerar AFA Försäkring cirka 14 300 m², resten hyrs ut till olika företag. Det enda som påminner om fastighetens tidningshistoria är Stockholms-Tidningens klocka som skapades 1903 av Gottfrid Larsson. Mannen som tungt bär på den tresidiga klockan är gjuten i brons och pryder fortfarande hörnet Vattugatan 12 och Klara södra kyrkogata 18.

Nutida bilder
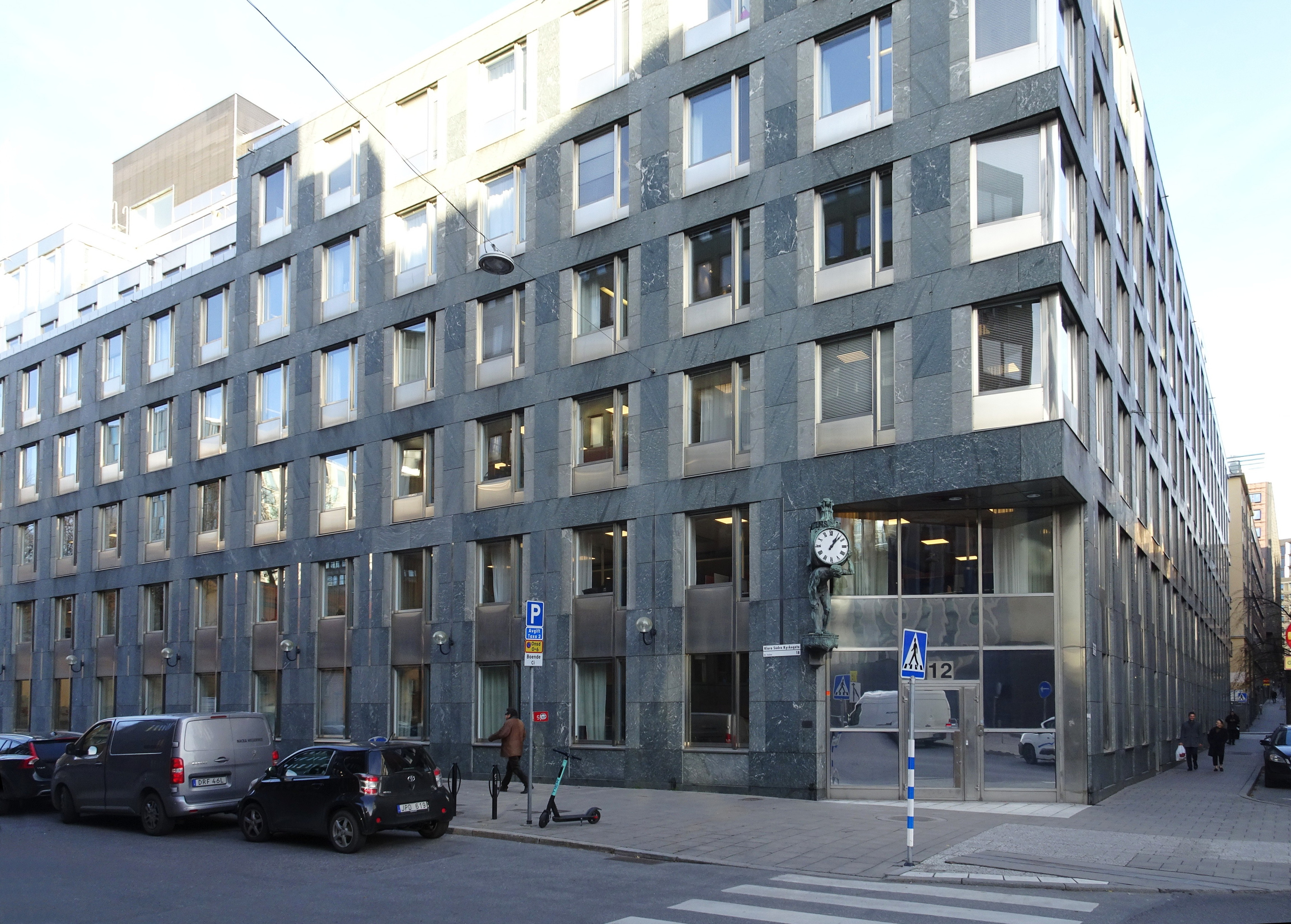
Hörnet Klara södra kyrkogata / Vattugatan.
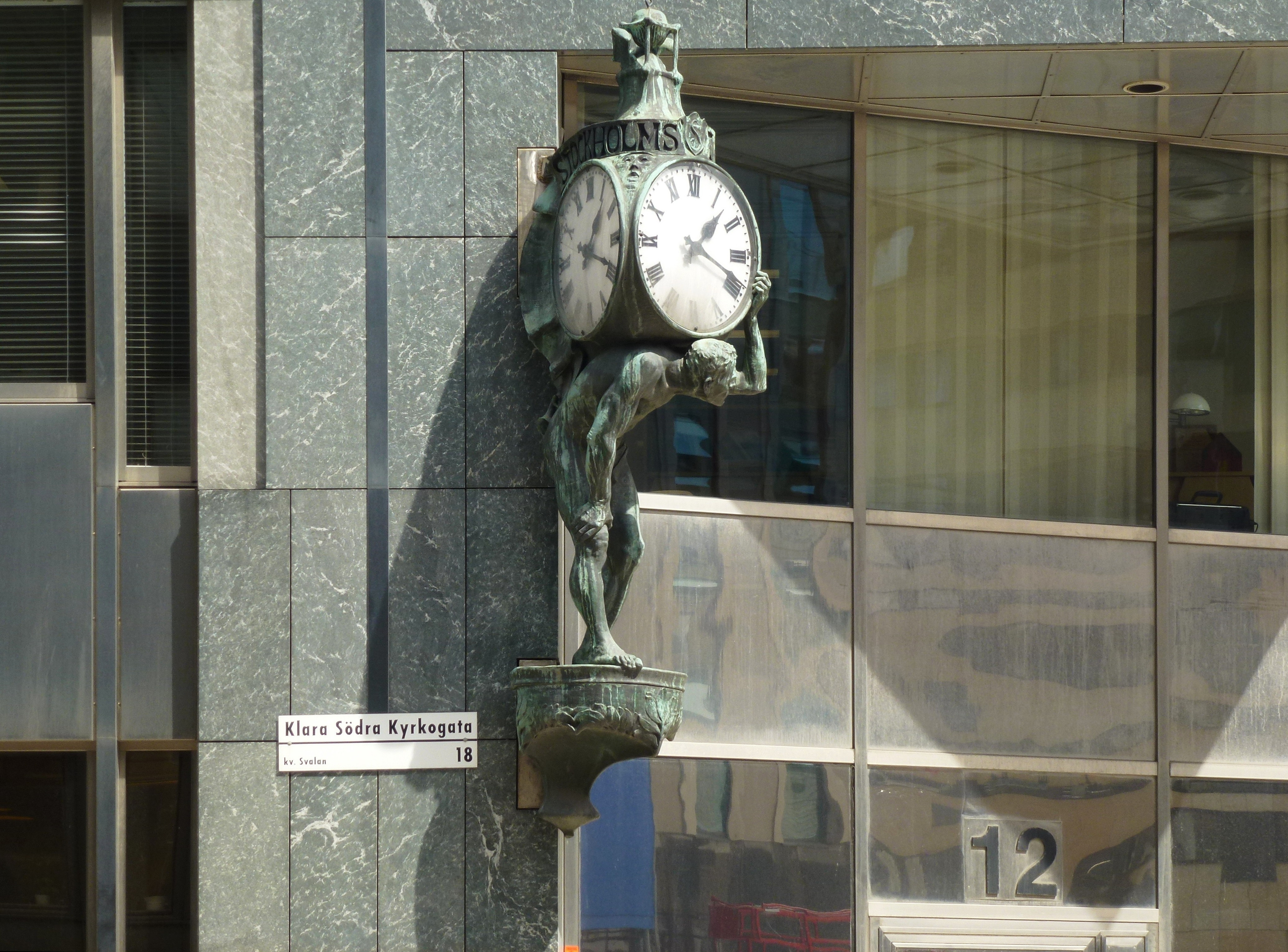
Stockholms Tidningens ur i hörnet Klara södra kyrkogata / Vattugatan.
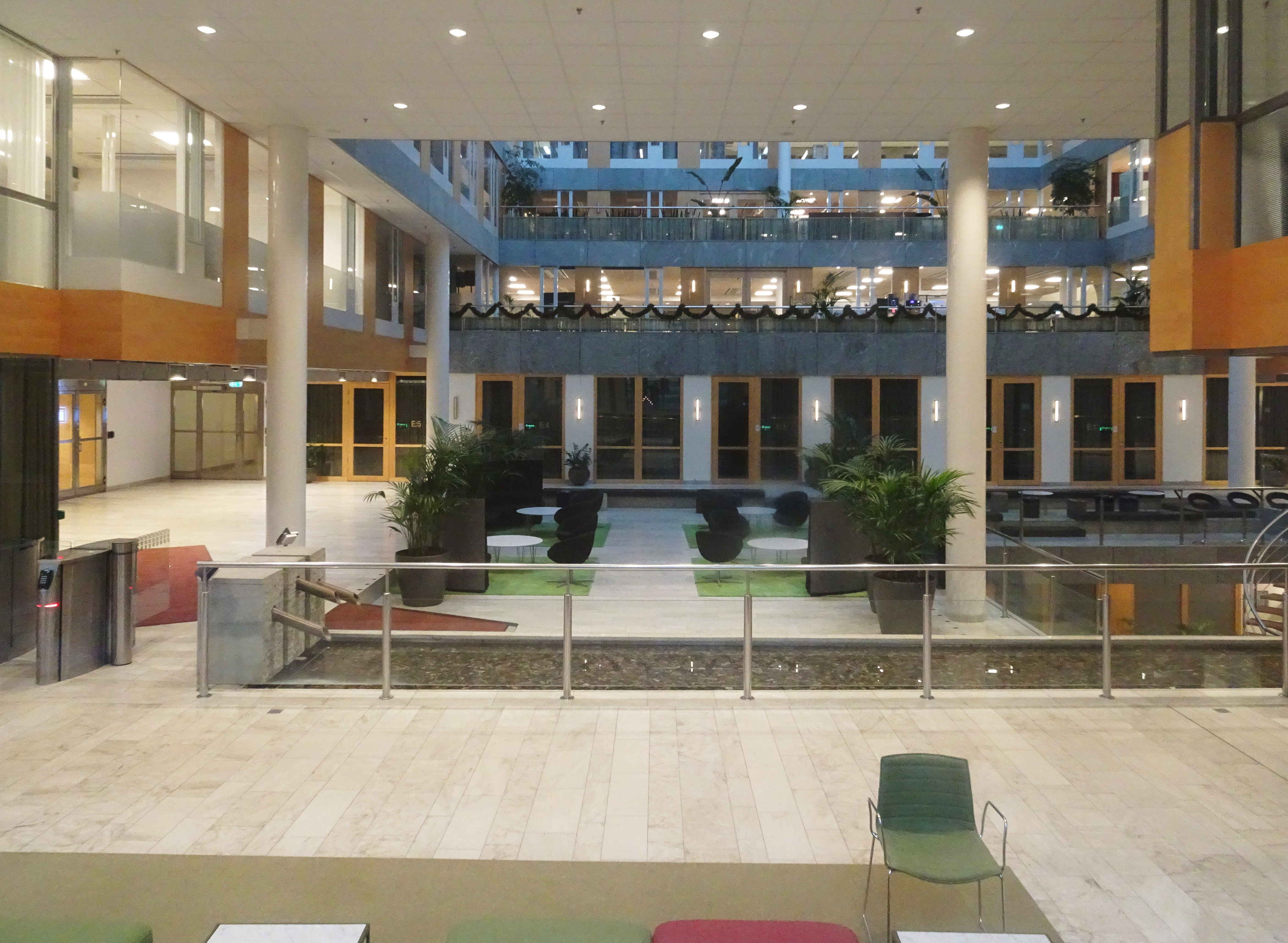
Ljusgården.
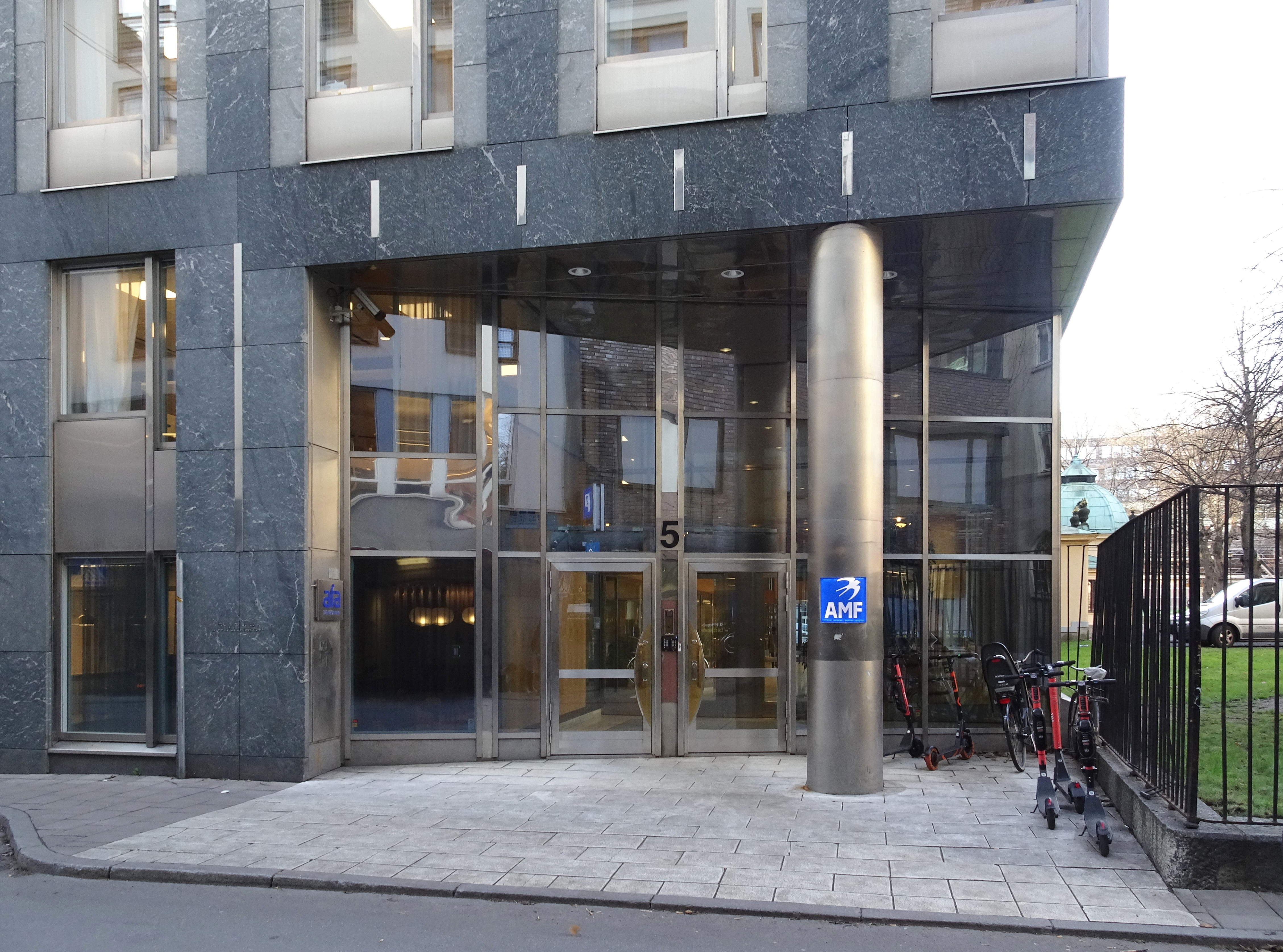
Klara östra kyrkogata 5.
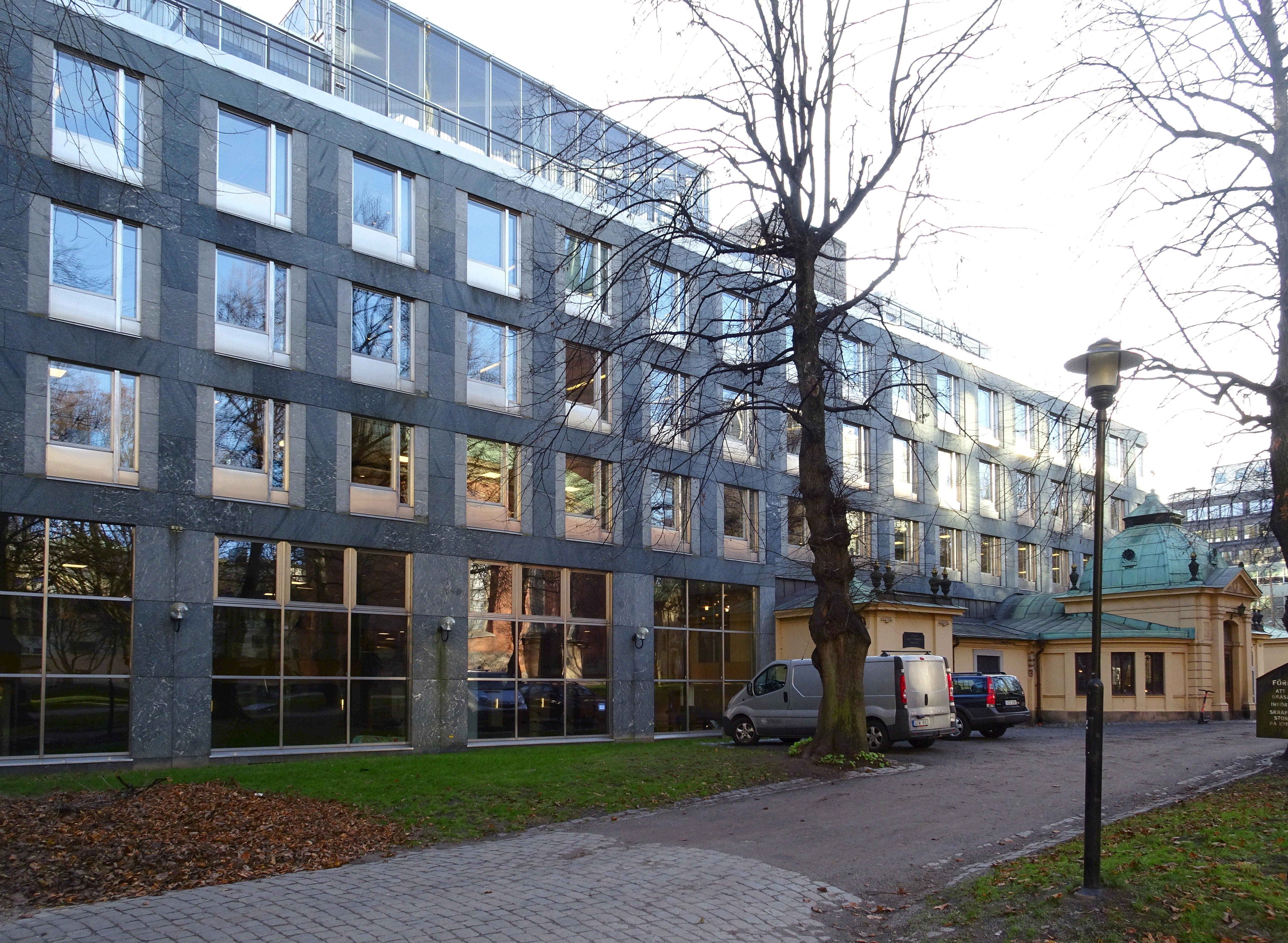
Mot Klara kyrkogård med gravkapellet i bakgrunden.